# Yugo
Yugo je značka automobilů, které od roku 1981 do roku 2008 vyráběl závod Crvena zastava (dnes pouze Zastava) v Kragujevaci v Srbsku.

## Historie
Počátky automobilového průmyslu v Kragujevaci sahají do 30. let 20. století, kdy byla ve zdejší zbrojovce licenčně vyrobena první americká auta. Po 2. světové válce proběhlo v podniku celozávodní referendum, které téměř jednomyslně rozhodlo, že se podnik bude nadále zabývat pouze výrobou automobilů. Licenčně se zde začaly vyrábět auta značky Fiat pod značkou Zastava, později Yugo. V 90. letech podnik, který se významně podílel na automobilizaci Jugoslávie (SFRJ), velmi upadl a dnes[kdy?] je i přes snahy vlády ve velkých problémech. Na podzim 2008 byla produkce vozů Yugo zastavena a továrna vyjednávala o převzetí Fiatem.

## Vývoz do USA
S původním nápadem dovážet vozy Yugo do Spojených států  přišel Malcolm Bricklin, dovozce Fiatů X1/9 a 2000 Spyder. Prodej začal v roce 1985 pod názvem Yugo GV (Great value = dobrá cena). Cena se pohybovala pod hranicí 4000 dolarů. Exportní verze měla ve výbavě nejvýkonnější motor, pětistupňovou převodovku od firmy Porsche, hliníková kola a rallyové světlomety. Během tří let se prodalo 120 tisíc kusů. V Kragujevaci byla pro americkou verzi vybudována zvláštní montážní linka, na které pracovali jen zkušenější zaměstnanci a noční směny byly zrušeny. Na kvalitu vozu dohlíželo jugoslávské vedení a americký tým Bricklinových zástupců. Zákazníci ale opomíjeli pravidelnou údržbu (např. výměnu rozvodového řemenu) a používali méně kvalitní olej, což vedlo k častému zadření motoru. Mezi lidmi kolovaly historky o Yugu, například kdy jej smetl vítr z mostu přes metrové zábradlí. Přesto tyto vozy získaly několik ceněných úspěchů ve vytrvalostních závodech. Od roku 1991 byl vůz nabízen s přímým vstřikováním a automatickou převodovkou Renault. Také se objevilo Yugo Cabrio za dvojnásobek ceny hatchbacku. Po bombardování továrny Severoatlantickou aliancí v rámci operace Spojenecká síla v roce 1999 byla produkce pozastavena a export se již neobnovil. Vůz si zahrál v americké kriminální komedii 460 podezřelých nejen jako vůz šerifa (jehož roli ztvárnil Danny De Vito), ale jako vůz téměř všech obyvatel městečka, kde se děj odehrává.

### Majitelé a fankluby
- Český fanklub majitelů vozů Zastava
- Yugo Fan Club - Official
- The Yugo Club[nedostupný zdroj]
- Strana Zastava Yugo
- Německý klub majitelů vozů Zastava